# 1964年のメジャーリーグベースボール
以下は、メジャーリーグベースボール（MLB）における1964年のできごとを記す。
1964年4月13日に開幕し10月15日に全日程を終え、ナショナルリーグはセントルイス・カージナルスが18年ぶり10度目のリーグ優勝で、アメリカンリーグはニューヨーク・ヤンキースが5年連続29度目のリーグ優勝であった。
ワールドシリーズはセントルイス・カージナルスがニューヨーク・ヤンキースを4勝3敗で破り18年ぶり7度目のシリーズ制覇となった。
1963年のメジャーリーグベースボール - 1964年のメジャーリーグベースボール - 1965年のメジャーリーグベースボール

## できごと
ナショナルリーグは、終始トップを走っていたフィリーズが終盤にきて10連敗して失速し、前半に苦戦していたカージナルスが最終盤に逆転して、戦後1946年以来18年ぶりの優勝となった。カージナルスが93勝、2位のレッズとフィリーズが92勝、4位のジャイアンツが90勝で3ゲーム差の中に4チームがせめぎ合うペナントレースとなった。首位打者はパイレーツのロベルト・クレメンテ(打率.339)で1961年以来2回目、本塁打王はジャイアンツのウィリー・メイズ(本塁打47本)で2年ぶり3回目、打点王はカージナルスのケン・ボイヤー (打点119)でリーグMVPも併せて初の受賞となった。最多勝はカブスのラリー・ジャクソン(24勝)、最優秀防御率はサンディ・コーファックス(防御率1.74)で、前年の覇者ドジャースはコーファックスが19勝、ドン・ドライスデールは18勝を挙げたが打線の不振でチームは6位であった。最多奪三振はコーファックス(奪三振223)を押さえてパイレーツのボブ・ビール (奪三振250)であった。
アメリカンリーグは、ラルフ・ホウクに代わって新監督となったヨギ・ベラのヤンキースが8月下旬には先頭を走るオリオールズに5.5ゲーム差を付けられる苦しい展開となったが、最後の40試合に29勝を挙げて逆転優勝した。バウトン(18勝）、フォード（17勝）に加えて8月に昇格してきたメル・ストットルマイアー投手が13試合で9勝し、防御率2.06を挙げたのが大きかった。ミッキー・マントルは打率.303・本塁打35本・打点111、ロジャー・マリス は打率.281・本塁打26本・打点71で無冠だったがリーグMVPはロジャー・マリスが選ばれた。ツインズのトニー・オリバ(打率.323)が首位打者、ハーモン・キルブルー(49本)が本塁打王、オリオールズのブルックス・ロビンソン(打点118)が打点王となった。最多勝と最優秀防御率はエンゼルスのディーン・チャンス (20勝・防御率1.65)、奪三振はヤンキースのアル・ダウニング (奪三振217)であった。
ワールドシリーズは、ヤンキースのマントルが本塁打3本・打点8で活躍しベーブ・ルースのシリーズ本塁打記録15本を抜く18本のシリーズ最多新記録を作り、バウトンが2勝したが、カージナルスもギブソンが2勝しケン・ボイヤーが活躍して4勝3敗で下し、ヤンキースの黄金時代に止めを刺した。そしてこれ以後ヤンキースは10年以上優勝から遠ざかり低迷期に入った。

### 世紀の大失速
フィラデルフィア・フィリーズは、9月20日時点で150試合を消化して90勝60敗、勝率.600で残り12試合で2位のレッズとカージナルスに6.5ゲーム差をつけていた。ところがこの最終盤でまずレッズに3連敗、次にブレーブスとの4連戦に4連敗、続くカージナルスとの3連戦を全て落とし、10連敗を喫した。ここでカージナルスがトップとなり、最後のレッズ戦は2連勝して盛り返したが時すでに遅く、逆転優勝を許してしまった。フィリーズはこの年の大半をリーグ首位を確保して一時は2位に10ゲーム差をつけていた。このシーズン前にタイガースからジム・バニング投手をトレードで獲得して、バニングと若手の左腕クリス・ショートがエースとして投手陣を牽引し、ほかにアート・マハフィー、デニス・ベネット、レイ・カルブが揃って両リーグでも最も層が厚い投手陣であった。守備には強力な二遊間コンビがいてルーベン・アマロ遊撃手にトニー・テイラー二塁手が揃い、三塁にはこの年に新人王を獲得したディック・アレンが並び鉄壁の内野陣と言われ、打ってはジョニー・キャリソン右翼手が主軸でさらに8月初めにメッツから巨漢一塁手フランク・トーマスを獲得して打線も強化した。ところが、9月8日にフランク・トーマスが親指を骨折してベンチを離れ、投手のアート・マハフィーが乱調で以後監督の信頼が無くなり、さらにほぼ同じ頃にレイ・カルブが肘を故障し、デニス・ベネットは肩を痛め、あれほど厚いように見えた投手陣の層が急に薄くなった。9月20日にロサンゼルスでの対ドジャース戦でジム・バニングが18勝目を挙げて、残り12試合で本拠地フィラデルフィアに戻った時に7連戦が予定されていたので地元は1950年以来14年ぶりの優勝ムードに沸いて、ワールドシリーズの前売り券の準備に入っていた。ただ試合日程は休みなしで毎日あり、投手のローテーションが難しくなっていた。
その本拠地での最初の試合にジーン・モーク監督は不安のあるアート・マハフィーを9日ぶりに先発出場させたが0-1で敗れた。相手の1点は本盗での1点であった。ワールドシリーズの前売り券の発売が開始された次の22日に左腕クリス・ショートが乱打されて連敗しゲーム差が4.5になった。翌23日にデニス・ベネットが肩の痛みをおして登板したが4-6で3連敗して3.5ゲーム差。翌24日エースのバニングが中3日で登板したが3-5で4連敗して2.5ゲーム差。次の25日は左腕クリス・ショートが中2日で登板して5連敗して1.5ゲーム差。翌26日の土曜日はナイターでアート・マハフィーが中4日で投げたが6連敗し、とうとう0.5ゲーム差となった。次の日曜日(9月27日）にはフィリーズに十分休養をとった投手はおらず、バニングが志願して中2日で登板したがブレーブスに滅多打ちされて8-14で7連敗しレッズが91勝目を挙げて首位に立った。2位フィリーズが90勝、3位にカージナルスで89勝。フィリーズは地元フィラデルフィアでの7連戦で1勝も出来なかった。次の日に休みなしでセントルイスに飛んでカージナルスとの試合に臨んだ。カージナルスにとって急に優勝の可能性が出てきてムードは良かった。9月28日に左腕クリス・ショートが中2日で登板し相手のカージナルスは中3日でボブ・ギブソンが出てきて、もはやフィリーズの打者は元気なく1-5で8連敗し、一方カージナルスは6連勝。次の29日にはジーン・モーク監督は重症の腱炎で乱調のデニス・ベネットを登板させた。もはや先発させる投手がいなかったのだが、相手のカージナルスのブルペンにいたカート・シモンズはこのベネットのマウンドを見てすぐに異変を感じ、肩を壊したベネットを起用するのは狂気の沙汰だと思った。ベネットは2回ももたず降板し9連敗、カージナルスは7連勝しレッズが敗れたため首位に並んだ。9月30日、ジム・バニングが中2日で登板しカート・シモンズと投げ合ったが5-8で敗れて10連敗しカージナルスは8連勝で91勝となりレッズが連敗したため、この日にシーズン初めて単独首位に立った。
そして残るカードはカージナルスは最下位メッツで、フィリーズは首位争いしているレッズであった。しかし10月2日、フィリーズが対レッズ戦に左腕クリス・ショートを中3日で登板させて相手のエラーから逆転して4-3で91勝目となり、同じ日にカージナルスは対メッツ戦に必勝でエースボブ・ギブソンを登板させながら1-0で敗れる波乱があり、しかも翌3日に同じメッツに連敗してしまい、最終10月4日にレッズ対フィリーズとカージナルス対メッツのカードが組まれていたが、もしレッズもカージナルスも敗れると、フィリーズも入って3球団が92勝で並び3球団による史上初のプレーオフの可能性があり、ナショナルリーグ事務局は3チームによる複雑なプレーオフの日程作りに入った。そして最終日にフィリーズはジム・バニングが中3日で登板しレッズを10-0で下し92勝目を挙げ、カージナルスはメッツを11-5で破り最終戦で93勝に達しリーグ優勝を飾った。2位フィリーズとレッズが92勝で0.5ゲーム差であった。
もしフィリーズが10連敗のうち1勝でも勝っていたら、この時に38歳で若いジーン・モーク監督が最初から捨てる負け試合をしてバニングやショートに休養を十分に取らせていたらという議論はその後も続き、9月の30日間で1日も休みが無かった試合日程も原因の一つとされたが、バニングとショートを中2日で先発させたジーン・モーク監督の采配も批判され、モークは「負けたのは君たちのせいではない。私の責任だ。」とすべてが終わってから自らの非を認めた。30年後にジャーナリストのデイヴィッド・ハルバースタムが著書『さらばヤンキース ～運命のワールドシリーズ～』 (原題　OCTOBER  1964）の中で、このフィリーズの失速を詳細に書いているが、当時のエースで30年後に連邦下院議員となったジム・バニングにインタビューした時にバニングは『後から考えれば休養を取って登板すべきだっただろう。今なら誰が考えてもそうだろう。しかしあの時の感情は、よし2日しか休んでなかっても出ていって投げてやろう、と思って当然なんだ。』と語り、この時の2週間で起きたことを理解するのはその場に居合わせて優勝争いの中で気持ちの高ぶりと様々な感情に浸らなければ無理だとして、高いレベルの運動選手の思考様式、すなわちこの状況で勝てるのは自らの強い意志の力だけだという信念を理解しなければならないと述べている。
この年の終盤のフィリーズの混乱は世紀の大失速としてメジャーリーグの歴史に長く記憶されている。

### カージナルスの反撃
セントルイス・カージナルスは、1940年代にリーグ優勝4回・シリーズ制覇3回の時代を経て1950年代は低迷していた。スタン・ミュージアルが首位打者のタイトルを取ってもチームの優勝には結びつかなかった。しかしミュージアルの最後の年であった前年には一塁ビル・ホワイト、二塁フリアン・ハビエル、三塁ケン・ボイヤー、遊撃ディック・グロートが揃ってオールスターに出場し、投手にボブ・ギブソン、レイ・サデツキー、アーニー・ブローリオ、カート・シモンズ、バーニー・シュルツと次第に層が厚くなった。外野にカート・フラッド(後にトレードを拒否し裁判を起こす）、捕手はティム・マッカーバーで固い守備で堅実なチームになった。球団内のゴタゴタが多く、オーナーのガッシー・ブッシュはミュージアルをトレードに出そうとしたフランク・レインGMを辞任させてビング・ディヴァインをGMに就けて有力な黒人選手（ホワイトとフラッド）を獲得した頃からチームは上向き始めていた。そして若手のギブソンの成長でエースとなり、ジョニー・キーンが監督となったが、ここにコンチネンタルリーグの創設に動いた81歳のブランチ・リッキーを顧問としてブッシュが復帰させたことでディヴァインGM・キーン監督とオーナーとの間に亀裂が入った。この年のシーズンが始まって開幕からもたつき首位フィリーズから10ゲーム差の5位に低迷したカージナルスは、アーニー・ブローリオを放出してシカゴ・カブスからルー・ブロックを獲得した。この年のブロックはカブスで52試合・打率.251・本塁打2本・盗塁10の成績で誰も注目されない選手であった。しかしカージナルスに移ってから打率.348・本塁打12本・盗塁33の実績で特に脚が速く巧みな走塁で攻撃の起爆剤となり、打線がつながって得点力が増し、カージナルスの反撃が始まった。ただフロントでは8月にディヴァインGMが解任されボブ・ハウザムがリッキーの推薦でGMに就任し、キーン監督はこの時にシーズンが終わったら監督を解任されることが既に決まったと感じていた。そして9月に入ってからフィリーズの失速とともにカージナルスは連勝を続け、最終戦で優勝を決めた。打点王となったケン・ボイヤー（打率.295・本塁打24本・打点119）がリーグMVに選ばれ、カート・フラッド（打率.311・本塁打5本・打点46）が211安打でロベルト・クレメンテ と並んで最多安打となり、レイ・サデツキーが20勝、ボブ・ギブソンが19勝、カート・シモンズが18勝、37歳のバーニー・シュルツがリリーフでの目覚ましい働きが優勝に至った。
ワールドシリーズではヤンキースと熾烈な争いをして第7戦までもつれたがカージナルスが制覇し、27イニング投げて2勝・奪三振31のギブソンが23打数11安打のティム・マッカーバー捕手を抑えてシリーズMVPに選ばれた。しかしグラウンドでの選手たちの歓喜が続く中で球団内の暗闘も続き、やがて誰も予想もしない結末となった。

### ヤンキース王国の黄昏
ニューヨーク・ヤンキースは1949年からこの1964年までの16年間でリーグ及びシリーズ5連覇(1949～1953)・リーグ4連覇(1955～1958　シリーズ制覇2回)・リーグ5連覇(1960～1964　シリーズ制覇2回)で、16年間に14回リーグ優勝しワールドシリーズ制覇9回を数え、1920年代のミラー・ハギンス監督の下でベーブ・ルースとルー・ゲーリッグの殺人打線が築いた第1期黄金時代、1930年代の名将ジョー・マッカーシー監督の下でルー・ゲーリッグとジョー・ディマジオが活躍しレフティ・ゴメス、レッド・ラフィングが投げた第2期黄金時代を経て、戦後1949年から1960年まで采配を振るったケーシー・ステンゲル監督の下でジョー・ディマジオとヨギ・ベラ、そしてミッキー・マントルが打ち、アーリー・レイノルズ、エド・ロパット、ビック・ラスキ(ラッシー)、そしてホワイティ・フォード、ドン・ラーセンが投げた第3期黄金時代、そのステンゲルの後任となったラルフ・ホウク監督の下でミッキー・マントル、ロジャー・マリスのMM砲が花開き、ホワイティ・フォード、ラルフ・テリーが投げていた第4期黄金時代が、この年に終焉となった。
この時期のヤンキースは、マントルとマリスがルースの本塁打記録60本に挑戦した1961年が頂点でジョニー・ブランチャード、ヨギ・ベラ、ビル・スコウロン、エルストン・ハワードらも同じ1961年に本塁打20本以上を打ち、そしてジョー・ペピトーン一塁手、ボビー・リチャードソン二塁手、トニー・クーベック遊撃手、クリート・ボイヤー三塁手の内野陣の守りは強固で、そして投手陣はエースのホワイティ・フォード、ラルフ・テリー、ジム・バウトン、アル・ダウニング、そしてこの年に後にエースとなるメル・ストットルマイヤーが入ってきた。
しかし主軸のミッキー・マントル、ロジャー・マリス、エースのホワイティ・フォードが揃って衰えてきたことが、ヤンキース凋落の大きな理由であった。しかしそれだけでなく、もっと大きな問題は1950年代初めから有力な黒人選手を取らなかったこと、マイナーリーグが衰退して伝統を受け継ぐ後継者が育たなかったことが大きな要因であった。1946年にドジャースのブランチ・リッキーがジャッキー・ロビンソンを入団させて以来、黒人選手を積極的にスカウトしたナショナルリーグでは1947年から1960年までアメリカ野球記者協会が選出したリーグMVP11人の内の8人は黒人選手でジャッキー・ロビンソン、ロイ・キャンパネラ(ドジャース)、ウィリー・メイズ(ジャイアンツ)、ドン・ニューカム(ドジャース)、ハンク・アーロン(ブレーブス)、アーニー・バンクス(カブス)であった。さらに同じ時期に新人王にはロビンソン、ニューカム、メイズ以外にフランク・ロビンソン(レッズ)、オーランド・セペダ(ジャイアンツ)、ウィリー・マッコビー(ジャイアンツ)が選ばれて、同じ時期にアメリカンリーグでは1人として受賞者はいなかった。ヤンキースの対応は遅く、ジョージ・ワイスGMは消極的でようやく1955年にエルストン・ハワードを入団させて外野手から捕手にコンバートしヨギ・ベラの後継者とした。ハワードはマントルやマリスが不調の時に活躍し、前年の1963年にリーグMVPに選ばれたが、これがアメリカンリーグで黒人選手として最初の受賞者であった。ナショナルリーグはその後もフランク・ロビンソン、ロベルト・クレメンテ(パイレーツ)、ボブ・ギブソン(カージナルス)やセペダ、マッコビーらがリーグMVPに選ばれている。全盛期でマントルやフォードが揃い、後継者たる新人の育成にすぐに取り組まなかったヤンキースの遅れがマントルやフォードの衰えとともにチームを弱体化させた。

### ミッキー・マントルの衰え
1951年に注目されながらヤンキースに入団し、早くからジョー・ディマジオの後継者と目されて1953年に超特大ホームラン(推定565フィート・約172ｍ)を打ち、1956年に三冠王となり、1961年にはロジャー・マリスと熾烈な本塁打争いをしてベーブ・ルースの60本に迫ったミッキー・マントルだったが、デビューした年のワールドシリーズでウィリー・メイズの打球を追って転倒し右膝を痛めてから彼の野球人生は故障との闘いであった。次第に右膝が悪化してデビューした頃に誰もが驚いた彼の野球人としての天与の才能はなくなっていった。1964年のキャンプを訪れたかつてのチームメイトでヤンキース専属アナウンサーになったジェリー・コールマンはマントルを見て自分の目が信じられなかった。かつて脚が速く打ってから一塁まで3秒1のタイムで駆け込んだ俊足は最初の年に失われたが、10年が過ぎてあれほど優れた肉体が短期間に衰退していることに愕然とした。右膝の軟骨の摩耗が進み軟骨が無くて骨と骨が擦れ合う状態で、コールマンはマントルは最高レベルの非常に偉大な選手であるが身体は障害者に近いものになっていると考えていた。これは前年1963年に外野フェンスに激突して丈夫な方の左脚の膝を痛めて、両膝が故障している状態であったことも起因していた。キャンプに入ってからしばらくして左膝が痛みベンチに下がった。もはや3年前に本塁打60本に迫った頃のマントルではなかった。その次の1962年には出場が123試合に減り本塁打30本でリーグMVPを得たが翌1963年はケガで欠場し65試合・本塁打15本に減り、この年は143試合・本塁打35本でいずれの年も打率は三割を維持して、さすがと思わせるものであったが、得点が2年前から100を割り、打点はこの年111で3年ぶりに100の大台に乗せたがその後再び100を超えることはなくなった。肉体の衰えとともに成績は低下し、彼を外野の守備から一塁にコンバートすべきという意見もチーム内にあった。しかし監督は一塁手は細かい動きで一瞬止まったりすぐに俊敏に動くため膝に負担がかかるとして反対した。この年のワールドシリーズで本塁打3本を打ちシリーズ通算最高記録18本目の本塁打をカージナルスのエースボブ・ギブソンから打った瞬間がマントルの野球人生の最後の晴れ舞台となった。

### ヤンキースの売却
この年8月にヤンキースのオーナーであるダン・トッピングとデル・ウェッブは球団を当時の三大テレビネットワークの一つであったCBSに売却した。売却の理由はヤンキースの人気低下と見られているが1961年に174万8,836人を数えた観客動員数が1964年には131万5,638人に減少し、しかもメッツがこの年に173万2,597人の観客動員数を記録して、いつも試合に勝つヤンキースよりもいつも試合に負けるメッツの方を判官びいきするニューヨークに見切りをつけたとも見られている。この突然のオーナー交代にはアスレチックスのオーナーチャールズ・フィンリーらが強い反発を示し、マスメディアが球団を持つことに他の新聞・雑誌からも批判が加えられた。しかしオーナー会議では8対2で認められたのでフィンリーらは法務省反トラスト局にこの問題を持ち込み上院反トラスト委員会(セラ委員長)も取り上げるところとなった。しかしこの頃になると上院反トラスト委員会はプロスポーツを全て反トラスト法の枠外に置く姿勢に変わり、この論議は深まらずに終わった。1945年にマクフェイルたちがヤンキースを買い取った時はスタジアムやファーム組織を含めて総額280万ドルであった。その後ヤンキースタジアムなどを1953年に650万ドルで売ったので、それ以外のヤンキースの資産をこの年に株式の80％に達する1,120万ドルをCBSは旧オーナーに支払い、しかも残り20％も支払う約束で総額約1,400万ドルでCBSが買い取ったと言われる(売却金額を1,100万ドル～1,300万ドルと記す資料が多い）。ヤンキースの評価は戦後の経済発展とともに異常に高くなっていた。
しかしCBSがヤンキースのオーナーであった1965年からヤンキースの低迷期で2年目にはリーグ最下位となり、その後も上位に食い込めず「暗黒時代」として記憶され、結局CBSは1973年1月にジョージ・スタインブレナーにヤンキースを売却し、スタインブレナーはヤンキースの再建に辣腕を振ることになった。

### ヨギ・ベラの解任
この年に監督として最初のシーズンとなったヨギ・ベラは、1年目の監督としてはリーグ優勝してシリーズも3勝3敗からの敗戦で申し分のない成績であった。ワールドシリーズ第7戦で負けたヨギ・ベラが優勝したカージナルスのロッカーを訪ねてジョニー・キーンを祝福し両監督が抱き合う場面があった。シーズン終了後にベラ本人は2年契約に持ち込みたいと考えながら球団本部との交渉に向かった。しかし回答は解任であった。前年に監督からGMになったラルフ・ハウクは、すでにシーズン半ばにベラの解任を決め、しかも後任にはこの時はまだナショナルリーグの3位でリーグ優勝が難しくなったと見ていたカージナルスがジョニー・キーン監督をオーナーのガッシー・ブッシュが更迭するという情報を得て、キーンと密かに接触していたのだった。この時点でヤンキースとカージナルスがワールドシリーズでよもや激突するとは想像だにしていなかった。シリーズが終わった10月下旬にガッシー・ブッシュは記者会見を開き、その場でキーンとの再契約を公表するつもりだったが、その記者会見の席に少し遅れて現れたジョニー・キーンがその場でオーナーに手渡したのは辞表であった。そしてワールドシリーズで負かしたヤンキースの監督になることが明らかになった。その年のワールドシリーズで優勝したチームの監督が、負けたチームの監督を追い出して就任するという皮肉な巡りあわせとともに優勝したその時にロッカーで2人がお互いの健闘を讃え合う写真は1964年のワールドシリーズを代表する写真となった。

### 本拠地移転の動き
ドジャースとジャイアンツの西海岸への移転とリーグ10球団へ拡張しても大リーグ球団を誘致する動きは収まらなかった。特に本拠地移転に先鞭をつけたブレーブスは最初にミルウォーキーに移転してしかもリーグ連覇して成功に見えたが、成績の下降とともに観客動員数が減り、再び本拠地を移すことを模索していた。これにカンザスシティに移ったアスレチックスも加わり、この年に本拠地移転の用意があることを表明して、さっそくオークランドとアトランタ、サンディエゴ、インディアナポリス、ダラス＝フォートワース、トロント、シアトルなどが動き始めた。そしてこの1964年末に翌1965年のシーズン終了後にブレーブスはミルウォーキーからアトランタへ、アスレチックスはカンザスシティからオークランドへ、エンゼルスはそれまでドジャースタジアムに仮住まいであったのが新球場アナハイムスタジアムの完成に伴って本拠地をロサンゼルスからアナハイムへ移すことを決めた。これらは翌1965年に入ってから公表された。この突然の発表にミルウォーキーとカンザスシティの市民は猛反発して、特にミルウォーキーでは裁判にまで持ち込まれる事態となり、10球団拡張(エクスパンション)の時からあった12球団への再度の球団拡張が具体化し始めた。

### 新人選手ドラフト会議の設置
この年の6月、ウイスコンシン大学のリック・ライカート選手にロサンゼルス・エンゼルスが史上最高額の20万ドルの契約金で入団契約を結んだ。この金額は当時球界最高の年俸額だったミッキー・マントルの10万ドルに倍する金額で、過去10年間に新選手の契約金高騰に頭を悩まし、ファームにドラフト会議を設けて戦力の均等を測るように努めてきたのだが、ここに至ってシーズン終了後のオーナー会議で1965年に新人選手選抜会議(新人選手ドラフト会議)の設置を決め、次の1965年5月から発効して野球機構に所属する全ての球団は、1965年5月1日から米国国籍を持つアマチュア選手と個々に契約を結ぶことが一切禁止されることになった。ちなみにこの年カンザスシティ・アスレチックスのオーナーであるチャーリー・フィンリーが入団してマイナーチームの支配下選手になった新人80人に支払った契約金の総額は63万4,000ドルであると公表している。
なおこの時に契約金額が話題になったリック・ライカート選手は、エンゼルス入団後のこの年9月にメジャーデビューしたが、1968年に本塁打21本を打ったことだけが目立った実績でスター選手までには至らず、その後に数球団を渡り歩き1974年に引退した。

### 日本人初のメジャーリーガー誕生
最後までナショナルリーグのペナントを争ったサンフランシスコ・ジャイアンツのファームチーム1Aのフレスノに、この年春に野球留学で日本から20歳の投手がやって来た。当時の南海ホークスに高校在学中の2年前の9月に入団契約し、前年は3試合に登板して2イニング投げ、本塁打1本打たれて失点1の成績であった。大リーグに行くのが夢であった彼は鶴岡監督(当時)の計らいで、アメリカへの野球留学が認められて、フレスノにやって来たのであった。送り出した南海はあくまで経験を積ませるためでメジャーまで行けるとは考えていなかった。だから渡米にあたってサンフランシスコ・ジャイアンツとの契約でメジャーに上がる場合は1万ドルで金銭トレードができるとの条項が入っていても気にも止めなかった。ところがフレスノでの1Aリーグで11勝を挙げて防御率1.78の成績を残した彼をジャイアンツは注目して、シーズン終盤で次の年の布陣を考慮していきなり1Aからメジャーに昇格させ9月1日のニューヨーク・メッツ戦に登板させた。1イニング投げて無失点で以後も中継ぎとして登板させて9試合15イニング3失点で防御率1.80、そして9月29日のヒューストン・コルト45's戦で3イニング投げて初勝利を上げた。彼のジャイアンツでのデビューは日本でも初のメジャーリーガー村上雅則の誕生で話題となった。しかしシーズン終了後に、彼を帰国させる予定の南海ホークスと翌年も契約させたいサンフランシスコ・ジャイアンツとの間で揉めて、翌年春まで日米ともコミッショナーを巻き込んでの騒動となった。

### 記録
- 6月21日、フィラデルフィア・フィリーズのジム・バニング投手がシェイスタジアムでの対ニューヨーク・メッツ戦で完全試合を達成した。これは史上7人目で、1956年のワールドシリーズでのヤンキースのドン・ラーセン投手以来であり、ペナントレースでは1922年にアメリカンリーグのホワイトソックスのチャーリー・ロバートソン投手が達成して以来となり、ナショナルリーグとしては史上初の達成となった。またバニングは前年デトロイト・タイガースに在籍して7月20日に対レッドソックス戦でノーヒットノーランを達成しており、両リーグでノーヒットノーランを達成したのはこの時点ではサイ・ヤング以来2人目で、その後はノーラン・ライアン、野茂英雄、ランディ・ジョンソンが達成し現在までメジャーリーグ史上5人で、また完全試合を含んでいるのはサイ・ヤング、ジム・バニング、ランディ・ジョンソンの3人しかいない。
- 1964年5月31日にニューヨークのシェイスタジアムで行われたニューヨーク・メッツ対サンフランシスコ・ジャイアンツ戦で、ダブルヘッダー第2試合が延長23回で決着し、試合時間が7時間23分だった。これはダブルヘッダー第2試合で、第1試合と合算すると9時間52分となり、これは1日の最長試合時間として現在までメジャーリーグ最高記録である。これだけ過酷な連戦の結果はメッツの2連敗であった。なお20年後の1984年5月8日から9日にかけてサスペンデッドゲームで翌日持越しとなったシカゴ・ホワイトソックス対ミルウオーキー・ブリュワーズ戦が試合時間は通算8時間6分で延長25回にホワイトソックスのサヨナラホームランで劇的な幕切れとなった。現在はこれが1試合の最長時間試合となった。また1920年5月1日のブルックリン・ロビンスとボストン・ブレーブスの試合は延長26回まで行い、メジャーリーグ史上最多イニング試合として記録されている(試合時間及び勝敗は不明）。この他に延長24回で1906年9月1日のブレーブス対アスレチックス戦、1945年7月21日のアスレチックス対タイガース戦であり、1964年5月31日のニューヨーク・メッツ対サンフランシスコ・ジャイアンツ戦の延長23回はこれに次ぐ記録である。

## 最終成績

### レギュラーシーズン
| 順 | チーム                         | 勝利 | 敗戦 | 勝率 | G差  |
| -- | ------------------------------ | ---- | ---- | ---- | ---- |
| 1  | ニューヨーク・ヤンキース       | 99   | 63   | .611 | --   |
| 2  | シカゴ・ホワイトソックス       | 98   | 64   | .605 | 1.0  |
| 3  | ボルチモア・オリオールズ       | 97   | 65   | .599 | 2.0  |
| 4  | デトロイト・タイガース         | 85   | 77   | .525 | 14.0 |
| 5  | ロサンゼルス・エンゼルス       | 82   | 80   | .506 | 17.0 |
| 6  | クリーブランド・インディアンス | 79   | 83   | .488 | 20.0 |
| 7  | ミネソタ・ツインズ             | 79   | 83   | .488 | 20.0 |
| 8  | ボストン・レッドソックス       | 72   | 90   | .444 | 27.0 |
| 9  | ワシントン・セネタース         | 62   | 100  | .383 | 37.0 |
| 10 | カンザスシティ・アスレチックス | 57   | 105  | .352 | 42.0 |

| 順 | チーム                         | 勝利 | 敗戦 | 勝率 | G差  |
| -- | ------------------------------ | ---- | ---- | ---- | ---- |
| 1  | セントルイス・カージナルス     | 93   | 69   | .574 | --   |
| 2  | シンシナティ・レッズ           | 92   | 70   | .568 | 1.0  |
| 3  | フィラデルフィア・フィリーズ   | 92   | 70   | .568 | 1.0  |
| 4  | サンフランシスコ・ジャイアンツ | 90   | 72   | .556 | 3.0  |
| 5  | ミルウォーキー・ブレーブス     | 88   | 74   | .543 | 5.0  |
| 6  | ロサンゼルス・ドジャース       | 80   | 82   | .494 | 13.0 |
| 7  | ピッツバーグ・パイレーツ       | 80   | 82   | .494 | 13.0 |
| 8  | シカゴ・カブス                 | 76   | 86   | .469 | 17.0 |
| 9  | ヒューストン・コルト45's       | 66   | 96   | .407 | 27.0 |
| 10 | ニューヨーク・メッツ           | 53   | 109  | .327 | 40.0 |

### オールスターゲーム
- アメリカンリーグ 4 - 7 ナショナルリーグ

### ワールドシリーズ
- カージナルス 4 - 3 ヤンキース

| 10/7 –  | ヤンキース   | 5 | - | 9 |  | カージナルス |
| 10/8 –  | ヤンキース   | 8 | - | 3 |  | カージナルス |
| 10/10 – | カージナルス | 1 | - | 2 |  | ヤンキース   |
| 10/11 – | カージナルス | 4 | - | 2 |  | ヤンキース   |
| 10/12 – | カージナルス | 5 | - | 2 |  | ヤンキース   |
| 10/14 – | ヤンキース   | 8 | - | 3 |  | カージナルス |
| 10/15 – | ヤンキース   | 5 | - | 7 |  | カージナルス |

MVP：ボブ・ギブソン (STL)

## 個人タイトル

### アメリカンリーグ
| 項目   | 選手                         | 記録 |
| ------ | ---------------------------- | ---- |
| 打率   | トニー・オリバ (MIN)         | .323 |
| 本塁打 | ハーモン・キルブルー (MIN)   | 49   |
| 打点   | ブルックス・ロビンソン (BAL) | 118  |
| 得点   | トニー・オリバ (MIN)         | 109  |
| 安打   | トニー・オリバ (MIN)         | 217  |
| 盗塁   | ルイス・アパリシオ (BAL)     | 57   |

| 項目   | 選手                       | 記録 |
| ------ | -------------------------- | ---- |
| 勝利   | ディーン・チャンス (LAA)   | 20   |
| 勝利   | ゲイリー・ピータース (CWS) | 20   |
| 敗戦   | ディエゴ・セギー (KCA)     | 17   |
| 防御率 | ディーン・チャンス (LAA)   | 1.65 |
| 奪三振 | アル・ダウニング (NYY)     | 217  |
| 投球回 | ディーン・チャンス (LAA)   | 278⅓ |
| セーブ | ディック・ラダッツ (BOS)   | 29   |

### ナショナルリーグ
| 項目   | 選手                       | 記録 |
| ------ | -------------------------- | ---- |
| 打率   | ロベルト・クレメンテ (PIT) | .339 |
| 本塁打 | ウィリー・メイズ (SF)      | 47   |
| 打点   | ケン・ボイヤー (STL)       | 119  |
| 得点   | ディック・アレン (PHI)     | 125  |
| 安打   | ロベルト・クレメンテ (PIT) | 211  |
| 安打   | カート・フラッド (STL)     | 211  |
| 盗塁   | モーリー・ウィルス (LAD)   | 53   |

| 項目   | 選手                           | 記録 |
| ------ | ------------------------------ | ---- |
| 勝利   | ラリー・ジャクソン (CHC)       | 24   |
| 敗戦   | トレーシー・スタラード (NYM)   | 20   |
| 防御率 | サンディ・コーファックス (LAD) | 1.74 |
| 奪三振 | ボブ・ビール (PIT)             | 250  |
| 投球回 | ドン・ドライスデール (LAD)     | 321⅓ |
| セーブ | ハル・ウッデシック (HOU)       | 23   |

## 表彰

### 全米野球記者協会（BBWAA）表彰
| 表彰         | アメリカンリーグ         | ナショナルリーグ       |
| ------------ | ------------------------ | ---------------------- |
| MVP          | ロジャー・マリス (BAL)   | ケン・ボイヤー (STL)   |
| サイヤング賞 | ディーン・チャンス (LAA) | --                     |
| 最優秀新人賞 | トニー・オリバ (MIN)     | ディック・アレン (PHI) |

### ゴールドグラブ賞
| 守備位置 | アメリカンリーグ             | ナショナルリーグ               |
| -------- | ---------------------------- | ------------------------------ |
| 投手     | ジム・カート (MIN)           | ボビー・シャンツ (STL/CHC/PHI) |
| 捕手     | エルストン・ハワード (NYY)   | ジョニー・エドワーズ (CIN)     |
| 一塁手   | ビック・パワー (MIN/LAA)     | ビル・ホワイト (STL)           |
| 二塁手   | ボビー・リチャードソン (NYY) | ビル・マゼロスキー (PIT)       |
| 三塁手   | ブルックス・ロビンソン (BAL) | ロン・サント (CHC)             |
| 遊撃手   | ルイス・アパリシオ (BAL)     | ルーベン・アマロ (PHI)         |
| 外野手   | ビック・ダバリーヨ (CLE)     | カート・フラッド (STL)         |
| 外野手   | ジム・ランディス (CWS)       | ロベルト・クレメンテ (PIT)     |
| 外野手   | アル・ケーライン (DET)       | ウィリー・メイズ (SF)          |

### その他表彰
| 表彰               | アメリカンリーグ           | ナショナルリーグ       |
| ------------------ | -------------------------- | ---------------------- |
| 最優秀救援投手賞   | ディック・ラディッツ (BOS) | アル・マクビーン (PIT) |
| ルー・ゲーリッグ賞 | -                          | ケン・ボイヤー (STL)   |
| ベーブ・ルース賞   | -                          | ボブ・ギブソン (STL)   |

### アメリカ野球殿堂入り表彰者
BBWAA投票
- ルーク・アップリング

ベテランズ委員会選出
- レッド・フェイバー
- バーリー・グライムス
- ミラー・ハギンス (選手・監督)
- ティム・キーフ
- ヘイニー・マナシュ
- ジョン・ウォード